# Aigle Noir AC
El Aigle Noir Athlétique Club es un equipo de fútbol de Haití que juega en la Segunda División de Haití.

## Historia
Fue fundado en el año 1951 en la capital Puerto Príncipe y en su historia cuenta con 5 títulos de liga y 1 título de Copa.
A nivel internacional ha participado en 3 torneos continentales, donde nunca ha avanzado de la Primera ronda.

## Palmarés
- Liga de fútbol de Haití: 5

1952/53, 1955, 1970, 1996, 2005/06-C
- Copa de Haití: 2

1960, 2010-11

## Participación en competiciones de la CONCACAF
- Campeonato de Clubes de la CFU: 1 aparición

2006 - Primera ronda
- Champions' Cup: 2 apariciones

1964 - Segunda ronda
1965 - Primera ronda
1972 - Primera ronda
1984 - Primera ronda